# Schleppversuchsstation Bremerhaven

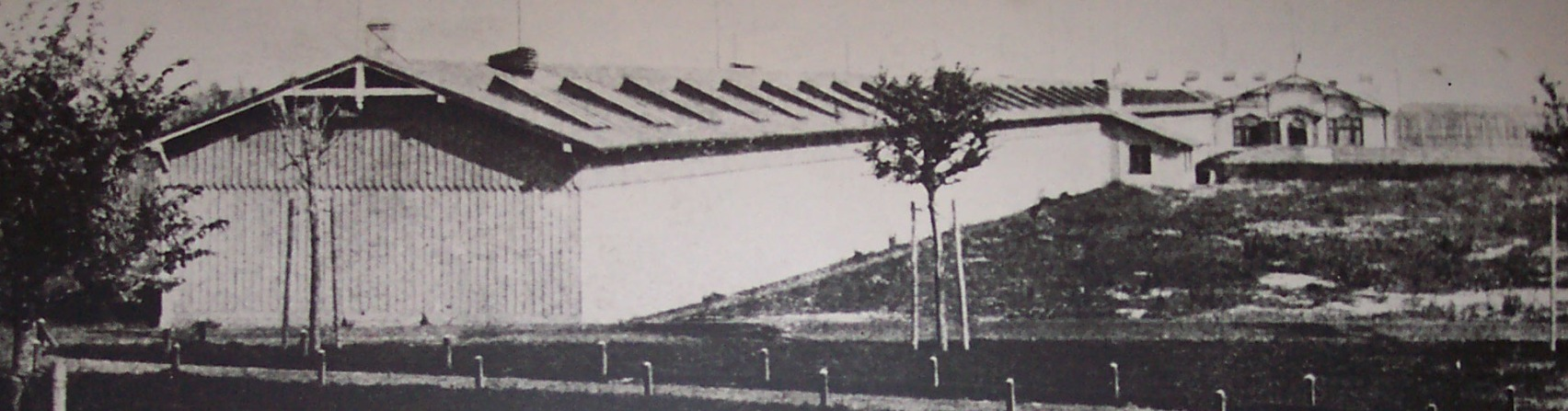
Schleppversuchsstation NDL Bremerhaven

Die Schleppversuchsstation Bremerhaven war eine der ersten Schiffbauversuchsanstalten in Deutschland und bestand von 1900 bis 1914.

## Vorgeschichte
Vor der Nutzung von Schleppversuchsanstalten war die Prognose der Antriebsleistung von Schiffen durch theoretische Berechnungen in der Zeit vor 1870 sehr schwierig und ungenau. Daher behalfen sich bisher die Schiffbau- und Schiffsmaschinenbau-Ingenieure der Werften mit einfachen experimentellen Untersuchungen von maßstabsgerechten Modellen. Erste einfache Versuche dazu wurden in Schweden um 1720 von Charles Sheldon und in Frankreich um 1760 von Charles Borda unternommen.

## Froudesche Hypothese
William Froude gilt als Vorkämpfer der noch heute angewendeten Modellversuche, denn die Froudesche Hypothese legte die Grundlage zur Umrechnung von den Modellversuchsergebnissen auf die Groß-Ausführung. Froude gründete in England auch die erste Schleppeinrichtung dieser Art. Dort wurden die Modelle von einem Wagen geschleppt, der über dem Schlepptank lief, die dazu notwendige Schleppkraft gemessen und auf die Großausführung hochgerechnet. Die Übertragung der Ergebnisse auf die Großausführung erfordert viel Erfahrung und vergleichende Messungen an Modellen wachsender Größe bis zum naturgroßen Schiff (Modellfamilien, David Taylor). So wurden aus einfachen Versuchsstationen die heutigen Forschungseinrichtungen, die allgemein als Schiffbauversuchsanstalten bezeichnet werden.

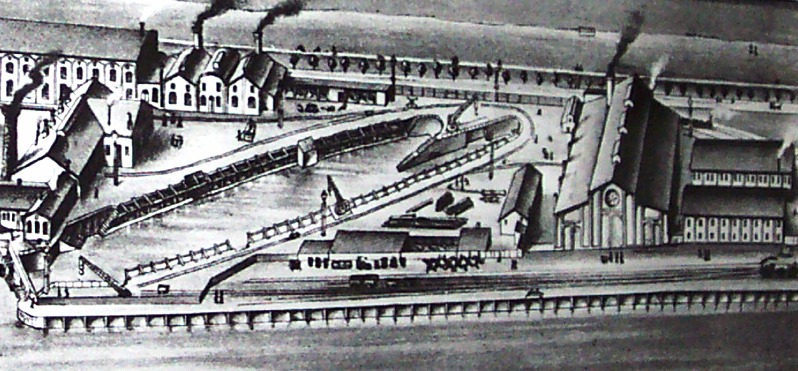
NDL Trockendock Bremerhaven

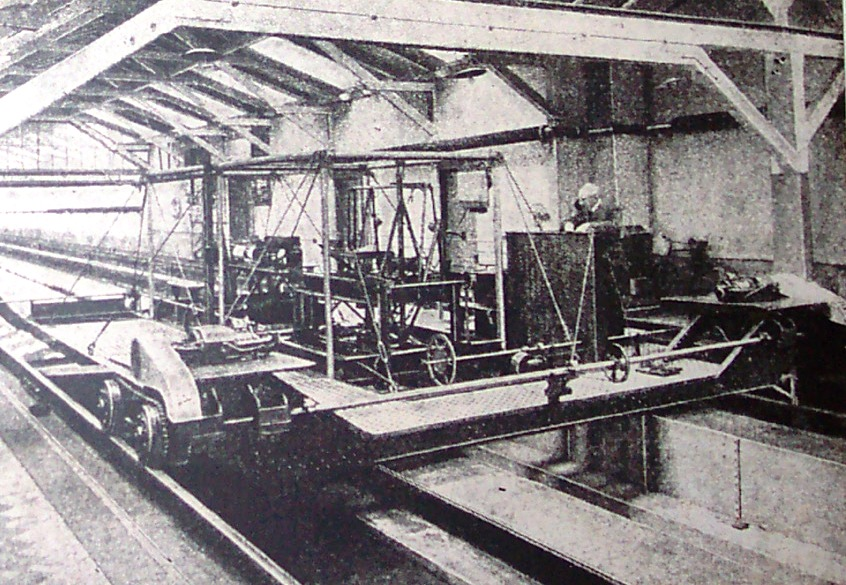
Schleppwagen beim NDL in Bremerhaven

## Schleppversuchsstation Bremerhaven vom Norddeutscher Lloyd (NDL)

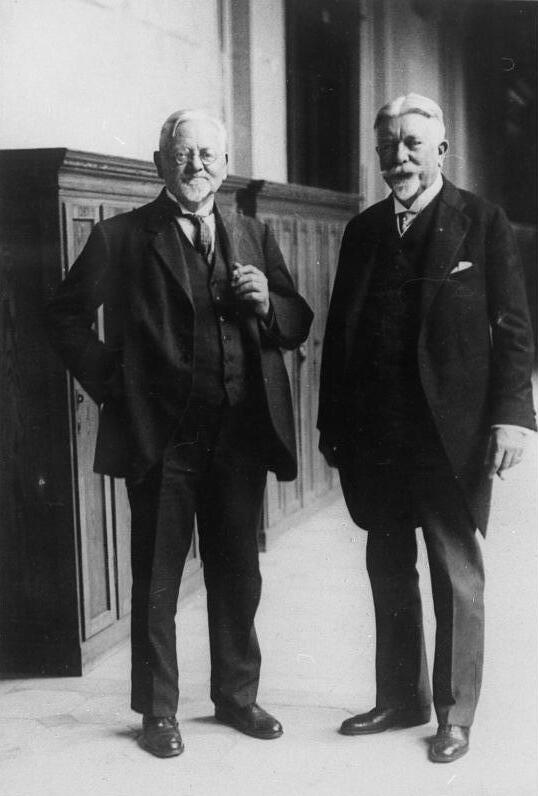
Johann Schütte (rechts) mit August von Parseval, 1929

Die großen deutschen Werften und Reedereien um 1900 hatten eine für heutige Verhältnisse erstaunliche Fertigungstiefe. Die Werften bauten außer dem eigentlichen Schiffskörper auch die Antriebsmaschinen, meistens sogar die Hilfsmaschinen und auch die Einrichtungen der Besatzungsunterkünfte. So verfügte die Reederei Hapag in Hamburg über ein eigenes Trockendock, ebenso der Norddeutsche Lloyd (NDL) in Bremerhaven. Die Probleme bei der Ablieferung des vom Norddeutschen Lloyd bei der Schichau-Werft bestellten Schnelldampfers Kaiser Friedrich, der vor der Ablieferung die vertragliche Geschwindigkeit nicht erreichte, führten beim Norddeutschen Lloyd zur Errichtung einer eigenen Schiffbauversuchsanstalt. Nach einer sehr kurzen Bauzeit von neun Monaten konnte Johann Schütte schon im Februar 1900 mit den Versuchen beginnen. Der Schleppkanal hatte eine Länge von 164 m, eine Breite von 6 m und eine Wassertiefe von 3,2 m.

### Johann Schütte
Johann Schütte, der am Ende seines Studiums an der Technischen Hochschule Charlottenburg eine Anstellung beim NDL bekam, hatte aufgrund seiner früheren Versuche (1899) in der Versuchsanstalt Spezia am Modell der Kaiser Friedrich das Hinterschiff mit den komplizierten Wellenaustritten und Wellenhosen als Ursache für die zu großen Widerstände ermittelt. Das war einer der Hauptgründe für die zu geringe Geschwindigkeit des Schiffes. Daher untersuchte und optimierte er in der Schleppversuchsstation Bremerhaven zunächst Hinterschiffsformen von Schnelldampfern, die zu dieser Zeit häufig zwei, drei oder sogar vier Propeller hatten. Darüber hielt er vor der Schiffbautechnischen Gesellschaft (STG) 1901 in Berlin einen international stark beachteten Vortrag.
Weitere grundlegende Erkenntnisse ergaben seine Widerstandsversuche an Schlingerkielen. Neben Schleppversuchen für die Schiffe des Norddeutschen Lloyds erhielt die Versuchsanstalt u. a. auch Aufträge von der HAPAG, vom Reichsmarineamt, von Schichau und der Germaniawerft. So wurden 1911 die größten Schiffe der Welt, die Passagierdampfer der Imperator-Klasse, die sogar vier Propeller erhielten, beim Norddeutschen Lloyd als Modell untersucht. Auch neue Schiffsformen (Maierform) wurden geschleppt, wie z. B. für Fritz Franz Maier, der die Maierform-Gesellschaft gegründet hat. Johann Schütte hatte 1904 einen Ruf als Professor an der Technischen Hochschule Danzig angenommen, später wurde er Professor für Schiffbau an der Technischen Hochschule in Berlin-Charlottenburg, der späteren Technischen Universität Berlin.
Johann Schütte wurde später auch durch seine Arbeit an den Schütte-Lanz-Luftschiffen bekannt.

### Carl Bruckhoff
Sein Nachfolger an der Schleppversuchsstation Bremerhaven wurde Carl Bruckhoff, der seine Arbeiten fortsetzte. Die Versuchsanstalt wurde 1914 geschlossen, da das Gelände für die Hafenerweiterung dringend benötigt wurde. Teile der Ausstattung wurden von der Hamburgischen Schiffbau-Versuchsanstalt (HSVA) übernommen.

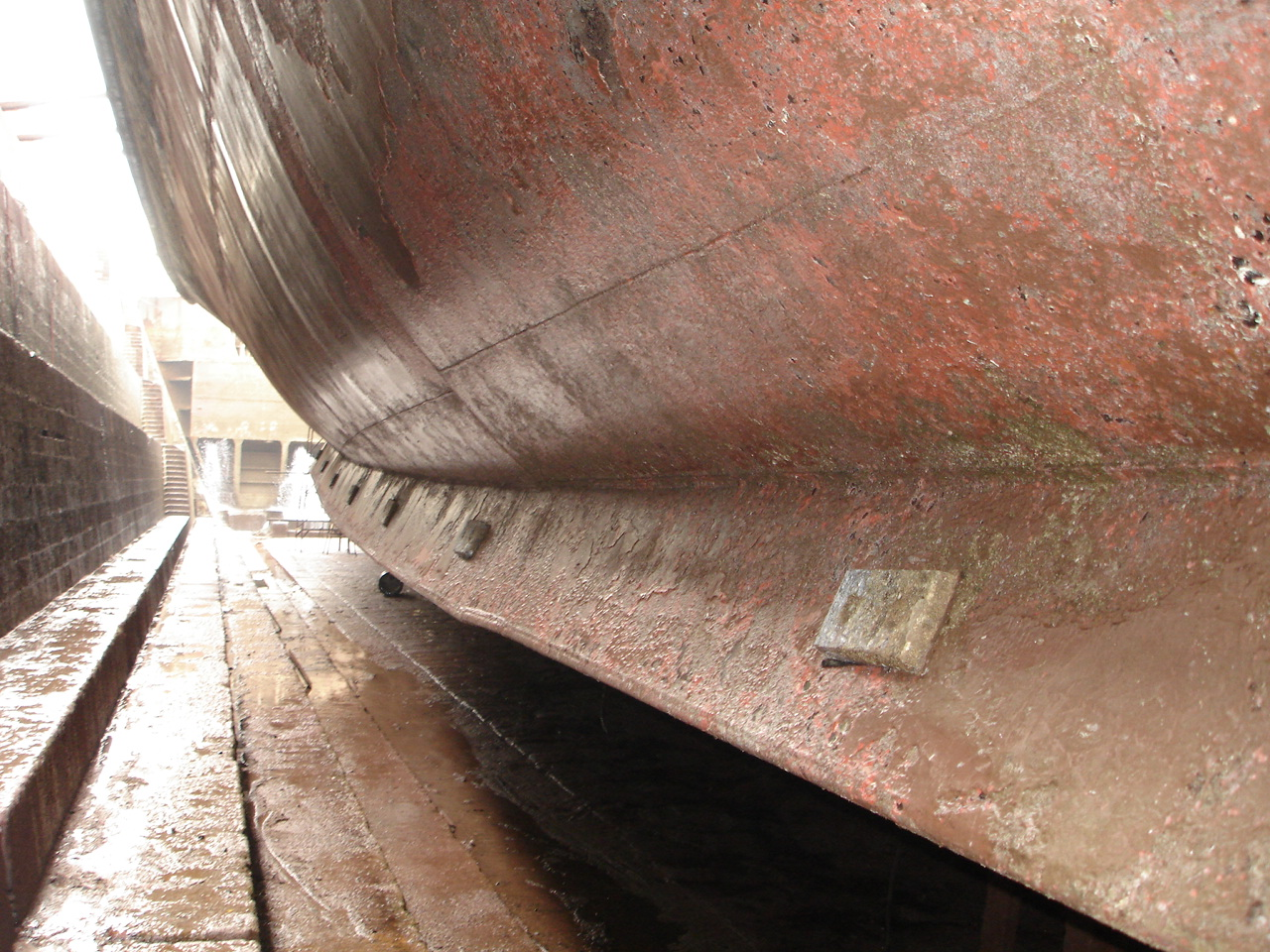
Schlingerkiele, Schlingerleisten